# Walet pikowy (film)

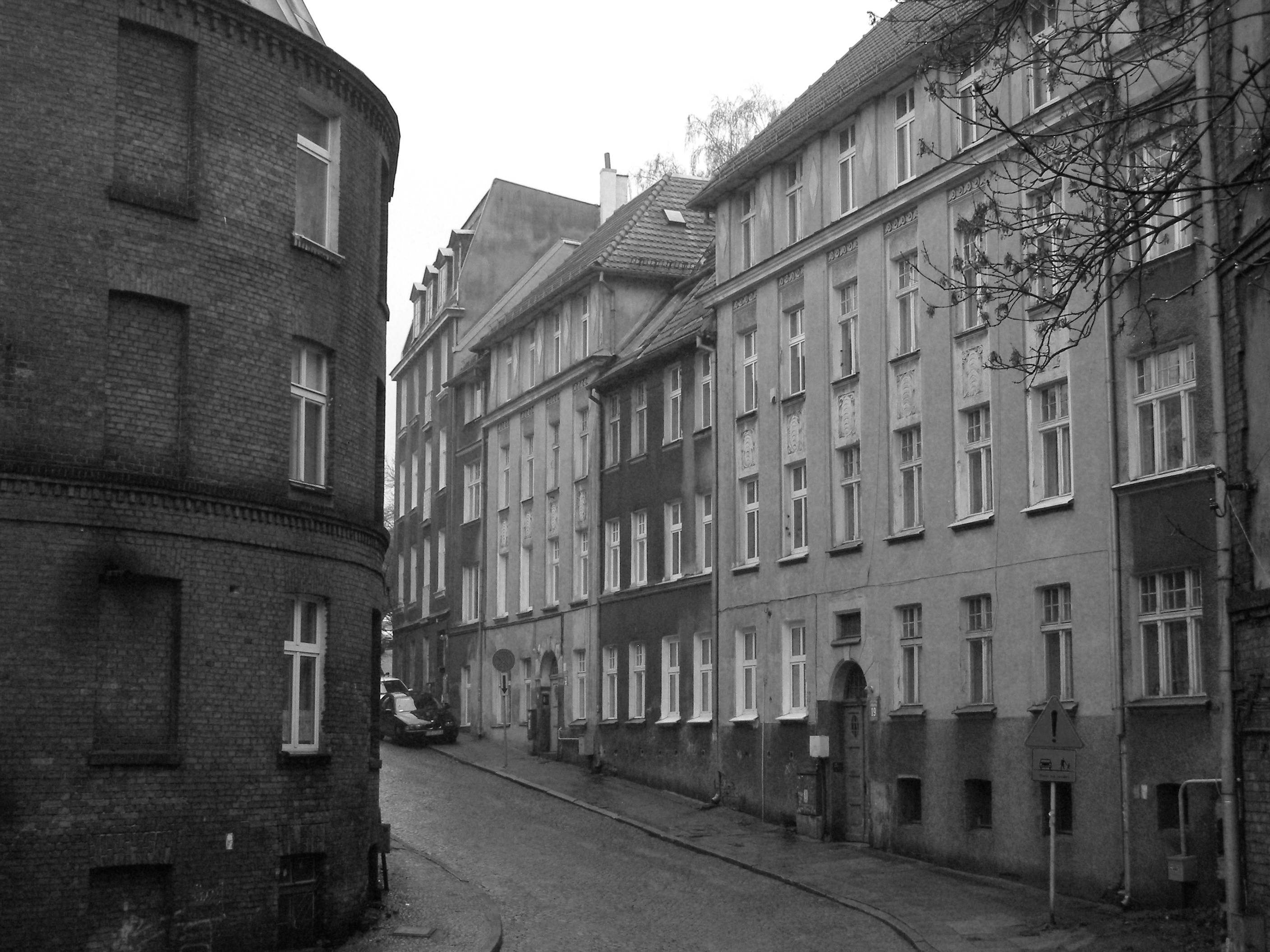
Biskupia Górka w Gdańsku

Walet pikowy – polska, surrealistyczna komedia kryminalna z 1960 roku w reżyserii Tadeusza Chmielewskiego.

## Opis fabuły
Wacław Kawanias to samotnik i ekscentryk – latarnik od dwudziestu lat żyjący samotnie w latarni morskiej. Osiadł tam po zawodzie miłosnym, jego ukochana Melania porzuciła go i odeszła z oficerem huzarów – uwodzicielem i karciarzem, łowcą posagów Alfonsem Waletem. Nieoczekiwanie, pewnego dnia w jego latarni zjawia się przybysz podający się za detektywa poszukującego ściganego przez policje wszystkich krajów arcyzłodzieja Testona. Kawanias, przez lata studiujący kryminologię, bez trudu rozpoznaje w nim słynnego Testona oraz – po bliźnie na policzku – Waleta. Postanawia skorzystać z okazji i proponuje przybyszowi pozostanie w latarni (gdzie łódź z lądu przybywa dwa razy do roku) w charakterze latarnika, a sam udaje się na poszukiwanie utraconej przed laty ukochanej.
Treść filmu to pełne zabawnych sytuacji losy Kawaniasa podążającego śladem kamerdynera z domu pięknej i zamożnej Melanii, w zwariowanym świecie ludzi pragnących za wszelką cenę schwytać Testona i otrzymać za niego bajońską nagrodę.

## Obsada aktorska
- Janina Traczykówna – Melania i dziewczyna w kinie
- Czesław Roszkowski – Wacław Kawanias
- Jarema Stępowski – Alfons Emanuel Walet i złodziej Teston
- Stefan Bartik – były kamerdyner w domu Melanii
- Ludwik Benoit – komisarz
- Bogdan Baer – boy w hotelu "Metropol"
- Wacław Jankowski – portier w hotelu "Metropol"
- Bronisław Darski – wytwórca nocników
- Henryk Hunko – złodziejaszek Franto
- Janusz Kłosiński – policjant
- Gustaw Lutkiewicz – policjant
- Lech Ordon – policjant na dworcu
- Wojciech Rajewski – konduktor
- Zygmunt Chmielewski – dyrektor banku
- Henryk Modrzewski – kasjer w "Animie"
- Barbara Krafftówna – sekretarka w "Animie"
- Bronisław Pawlik – Ignac, przyjaciel Kawaniasa
- Ryszard Pietruski – właściciel kina
- Wojciech Zagórski – złodziejaszek Gienio, kumpel Franta
- Zygmunt Zintel – detektyw
- Maria Kaniewska – matka Melanii
- Wacław Kowalski – portier w banku

i inni.

## Plenery
- Willa Piotrowskiego w Sopocie
- Biskupia Górka w Gdańsku